# سمكة المهرج حاجز الشعاب
سمكة المهرج حاجز الشعاب (الإسم العلمي:Amphiprion akindynos)، هو نوع من الأسماك يتبع جنس سمكة المهرج من فصيلة البوماسنتريدي.

## معرض صور

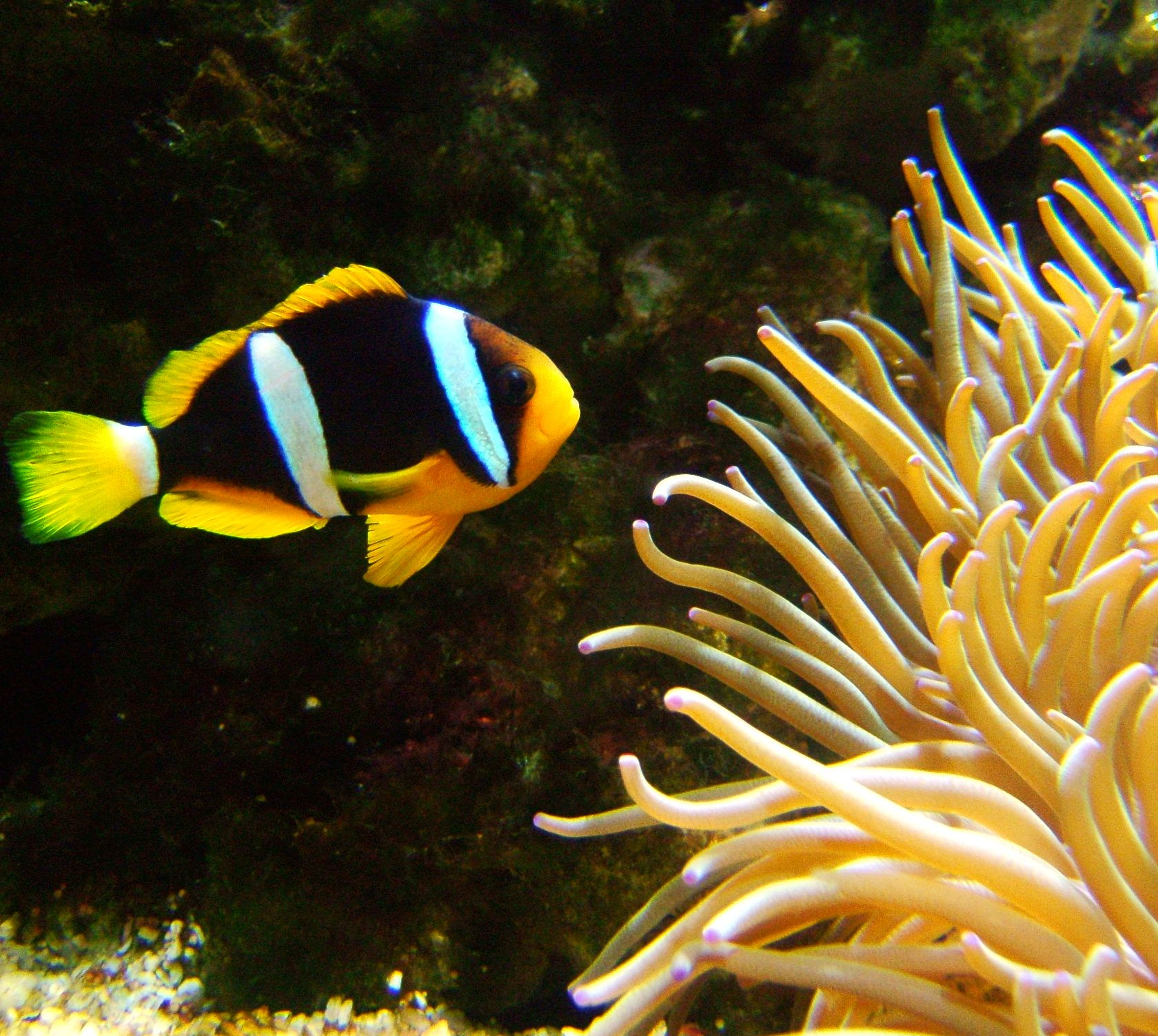
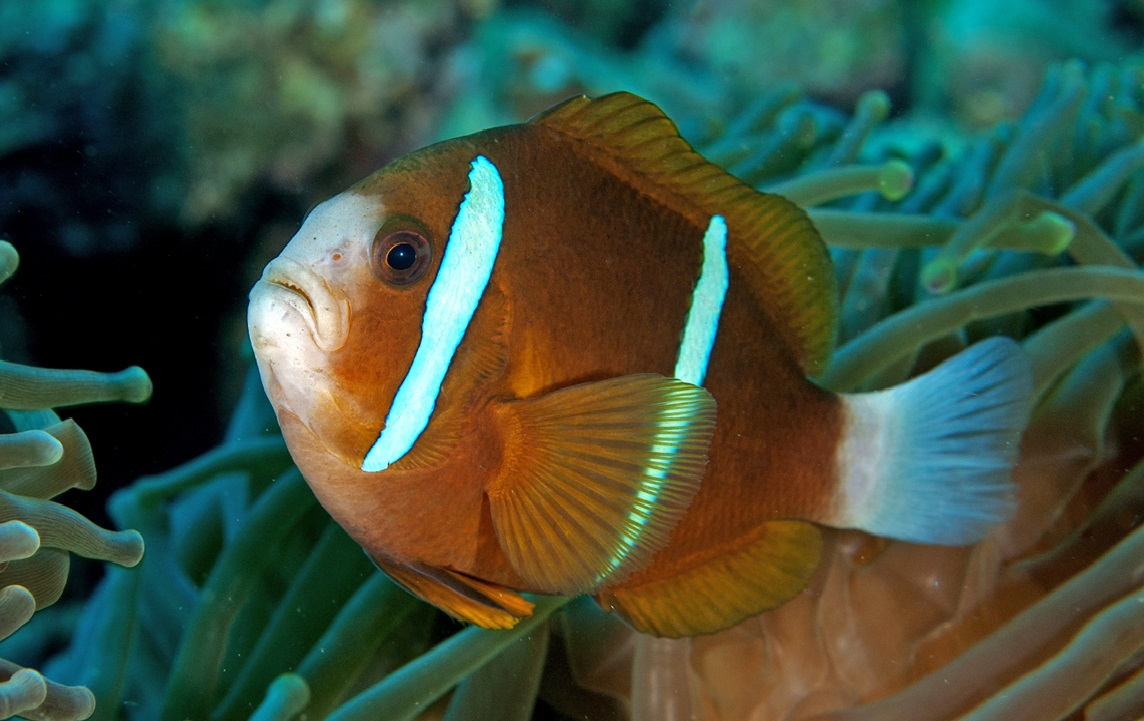
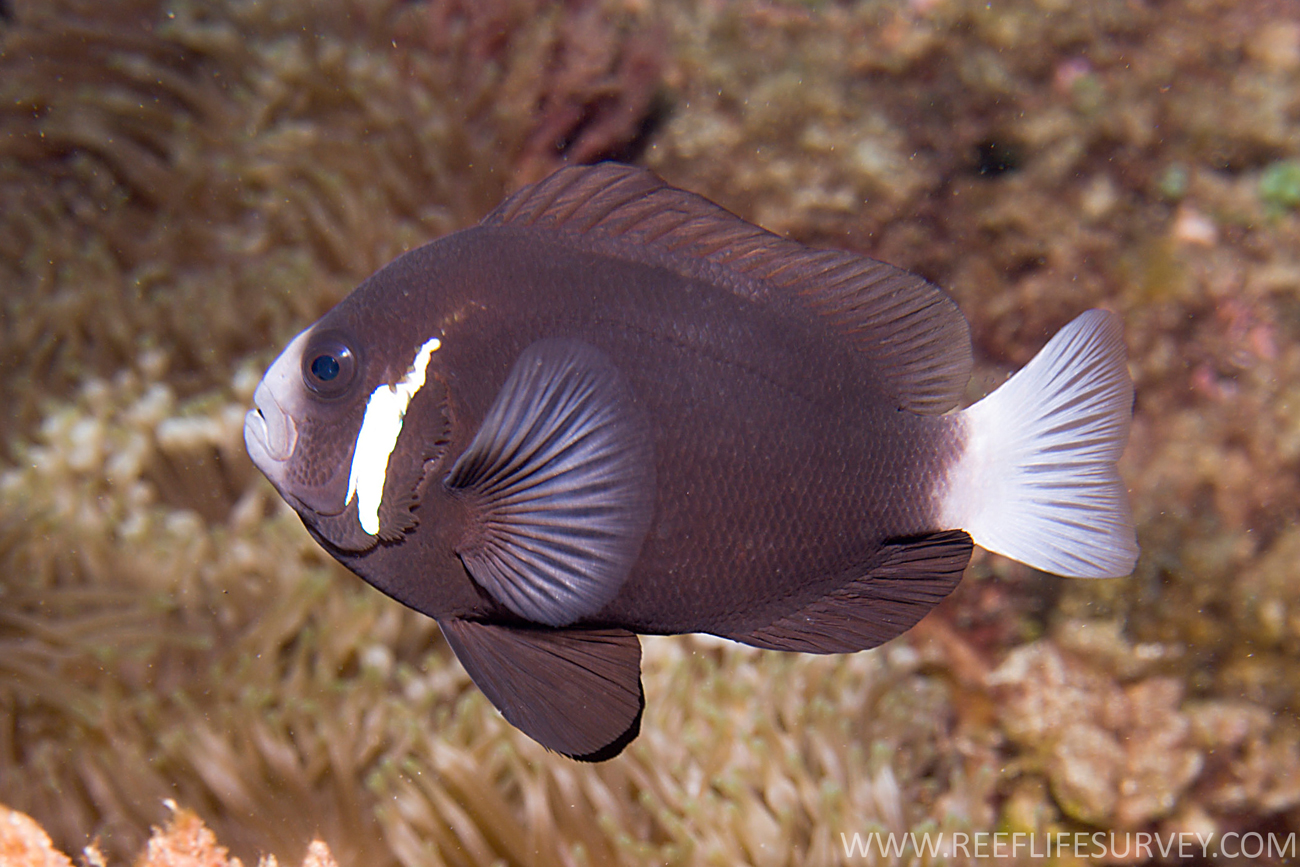
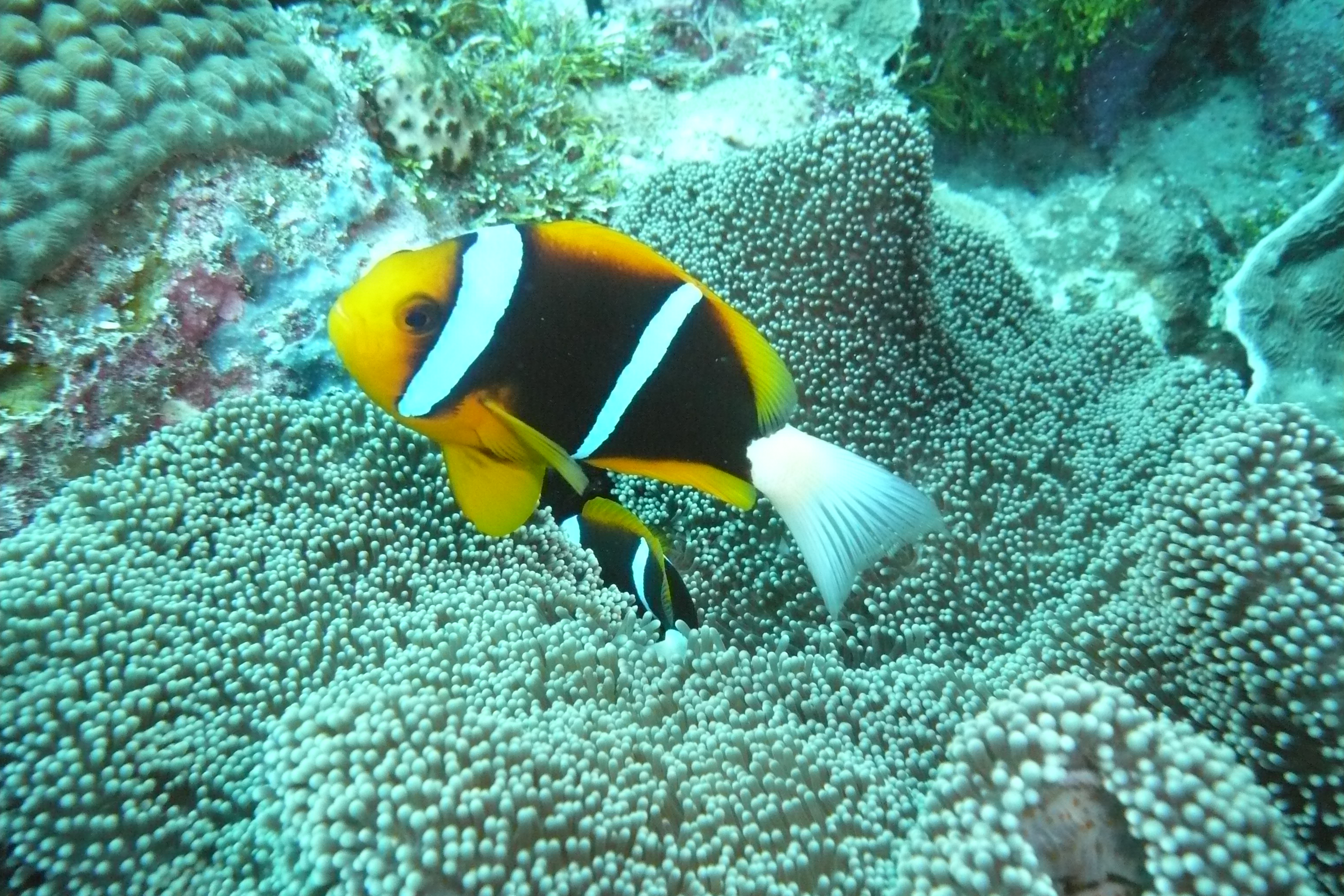